# 塞尼斯托
塔爾·塞尼斯托（英語：Thaal Sinestro）是一個出現在DC漫畫中的虛構人物，由約翰·布魯姆和吉爾·凱恩創作。原本是存在於宇宙的外星超級英雄綠光戰警，後背叛成超級反派。

## 人物
是阿賓·蘇的學生和摯友，哈爾·喬丹的導師，曾被評為是「最偉大的綠光戰警」。
特徵是有著紅色的皮膚，黃色眼睛。
總是以嚴厲的態度對待哈爾，說話雖然帶著批判，但在行動上實為一名十分可靠的綠光戰警。
在《綠光戰警》＃45中透露他的妻子就是阿賓·蘇的妹妹，和阿賓·蘇的感情相當好。
為了維持更好的宇宙秩序，塞尼斯托總是相當積極於綠光戰警的工作，但受不了守護者們之間的爭吵，且認為宇宙秩序光靠綠光軍團根本不夠。
後來在一次機緣下，塞尼斯托得到了凶器者的黃光能量，因此他脫下了原本的綠光戒指，然後戴上黃光能量戒指，之後他便隨著黃光能量的凶器者們一同襲擊綠光軍團。
後來更和哈爾展開決戰而敗，之後戒指被基格沃格破壞，而塞尼斯托也被囚禁起來。
在蓋伊·加德納被百烈煞擊倒後，塞尼斯托穿著新的黃光戰衣，並撤退到反物質宇宙，且歷經一年的時間打造出他的塞尼斯托軍團。

## 能力
他從凶器者那得到黃光能量，而黃光軍團的力量，是由恐懼代替意志力，能力和綠光相同。

## 創作來源
塞尼斯托的外型設計是根據英國演員大衛·尼文。
但其外貌仍會隨著不同的漫畫、動畫而有所改變。
故事中很少描述柯魯葛爾人的皮膚顏色，雖然經常被描述成紅色，但也有粉紅色、深紅色、紫色這幾種常用顏色，主要取決於調色師。
他的名字是來自拉丁語「sinestra」，意味著「邪惡」、「左」或「左手」，通常關連邪惡，如在變成黃光能源時，他的戒指就是戴在左手，而不像以前還是綠燈俠時戴在右手。

## 其他媒體
- 電視劇包括有《Challenge of the Super Friends》（末日軍團的一份子）、《超級朋友》（1980年電視劇）、《超人：動畫系列》、《正義聯盟》、《靜電震擊》、《無限正義聯盟》、《道奇鴨》、《新蝙蝠俠》、《蝙蝠俠智勇悍將》、《綠燈俠：動畫系列》。
- 電影包括有《綠燈俠：首次飛行》、《綠燈俠：翡翠騎士》、《綠燈俠》。
- 電子遊戲包括有《真人快打對DC宇宙》（客串）、《蝙蝠俠智勇悍將-電子遊戲》、《DC 超級英雄 Online》、《綠燈俠：獵人的崛起》、《樂高蝙蝠俠2：DC超級英雄》、《超級英雄：武力對決》。

## 外部連結
- 互联网电影数据库上Sinestro的资料
- The Book of OA
- The Green Lantern Shrine
- Alan Kistler's Profile On: Green Lantern - A detailed article that goes through the history of the GL Corps and Sinestro. Several picture scans.
- Sinestro （页面存档备份，存于） at ComicBookDB.com.